# Zonsverduistering van 2 september 2035

Animatie zonsverduistering
op 2 september 2035

De totale zonsverduistering van 2 september 2035 zal achtereenvolgens te zien zijn in de volgende vier landen: China, Noord-Korea, Zuid-Korea en Japan.

## Lengte

### Maximaal
Het punt met maximale totaliteit ligt op zee ver van enig bewoond gebied op co-ordinatenpunt 29.0931° Noord / 158.0344° Oost en duurt 2m54,2s.

### Limieten
| Fenomeen                    | Code | Tijdstip UTC |
| --------------------------- | ---- | ------------ |
| Eerste contact bijschaduw   | P1   | 23:15:15.2   |
| Eerste contact kernschaduw  | U1   | 00:15:34.9   |
| Kernschaduw compleet vanaf  | U2   | 00:16:36.2   |
| Bijschaduw compleet vanaf   | P2   | 01:27:19.4   |
| Maximum eclips              | GE   | 01:55:15.4   |
| Bijschaduw compleet t/m     | P3   | 02:23:29.1   |
| Kernschaduw compleet t/m    | U3   | 03:34:06.3   |
| Laatste contact kernschaduw | U4   | 03:35:02.4   |
| Laatste contact bijschaduw  | P4   | 04:35:26.6   |